# チームNGT
チームNGT（チームエヌジーティー）は、山口県長門市役所職員の有志が2012年（平成24年）4月に結成した、地元産食材を活用した食の地域づくり団体。
NGTはNaGaToの意味。
これまでに「ながとりめん」、「ながチキ」、「長州どりの旬野菜カレー」、「ミートソースやきそば」などの地元産食材を使ったオリジナルメニューを発表している。
現在のメンバーは長門市役所職員を中心に約40名。

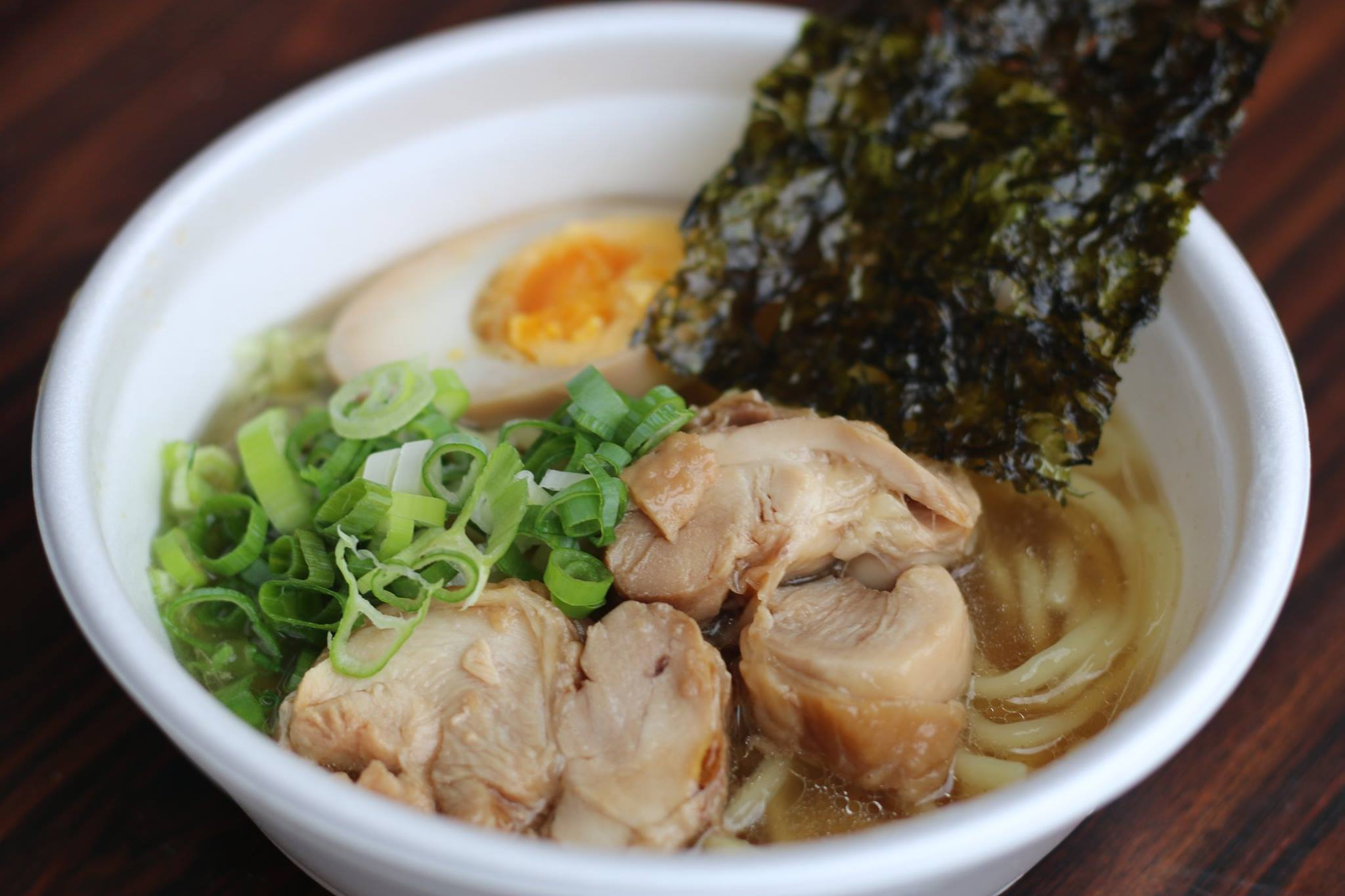
チームNGTの看板メニュー「ながとりめん」

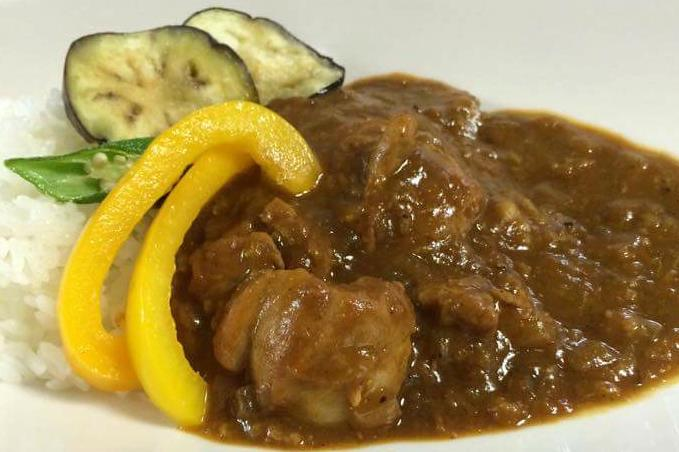
長州どりの旬野菜カレー

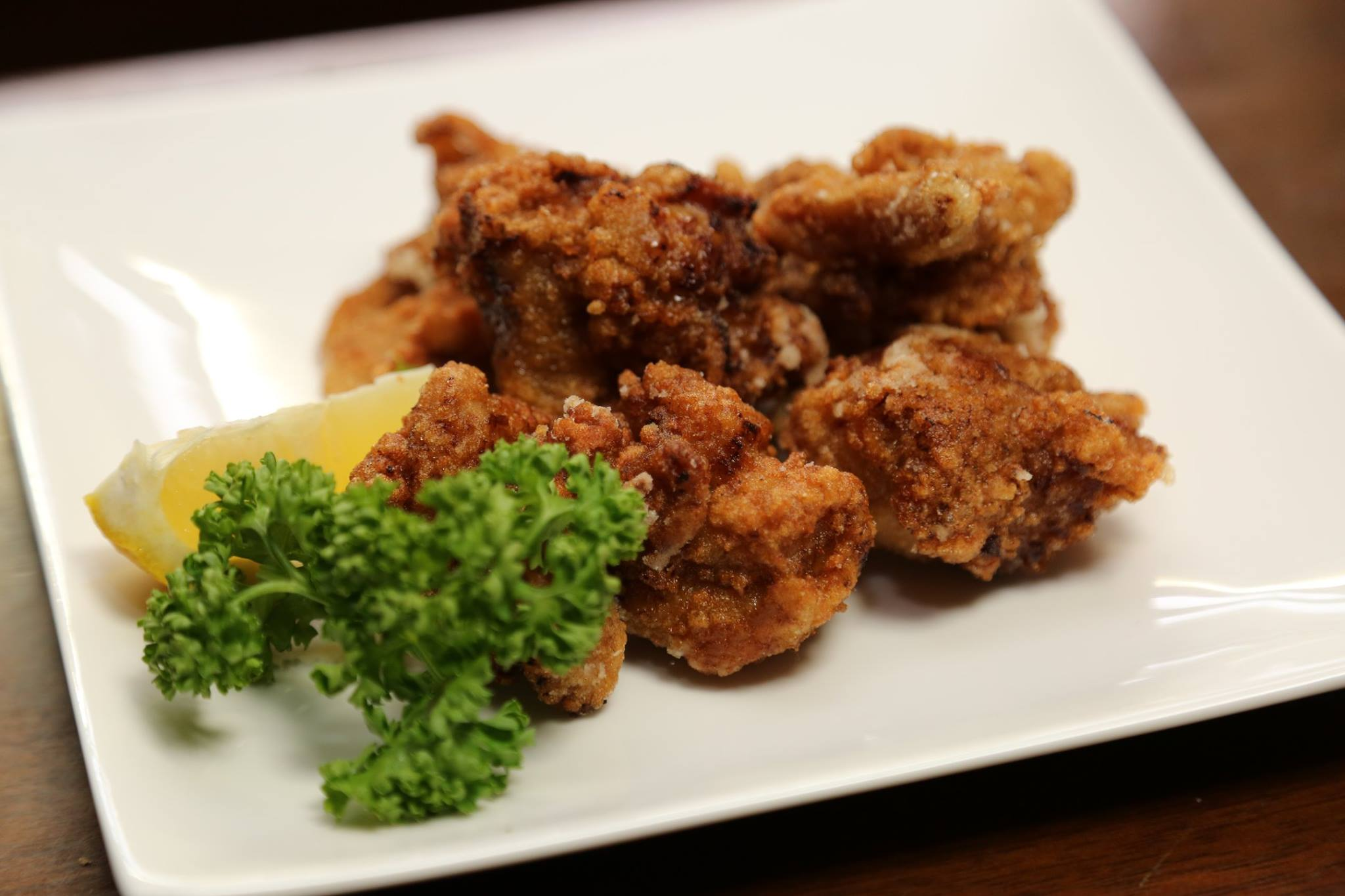
ロシアでも販売されたから揚げ「ながチキ」

## 概要
2012年に長門市役所農林課職員を中心に12名で結成された。
結成の動機は、美しい海と山に囲まれ、仙崎イカ、長州どり、長州ながと和牛など海の幸・山の幸に恵まれている長門市の農林水産物であれば、食べ方の提案や加工品の開発をすることによって、長門市に美味しいものがたくさんあることを市外の人に知ってもらえるのではとの思いから。

## 来歴

### ながとりめんの誕生
2012年、長州どりを使ったオリジナルラーメン「ながとりめん」を開発し、長門市のご当地グルメNo.1を決める「第2回N-1グランプリ」に出場し、500食完売。準優勝を獲得。以降地元で行われるイベントへの出店依頼が来るようになる。
2013年、「ながとりめん」の味とチームNGTの活動の趣旨に共感した地元の飲食店からメニュー化の依頼があり、3店舗で提供されるようになる。
2014年からは「全国やきとリンピック」「西日本やきとりまつり」（全国やきとリンピックは数年に一度長門市で開催されている。全国やきとリンピックが他市で開催される年にはかわりに西日本やきとりまつりが開催される）において、ながとりめんを販売している。
2015年、「第5回N-1グランプリ」に「長州どりの夏野菜カレー」で出場し、優勝。

### もうひとつの看板メニューながチキが誕生
2016年には「第6回N-1グランプリ」に「ながとのからあげ　ながチキ」で出場して2年連続優勝。
2015年からは毎年1回、地元の小学校のPTA主催イベントにおいて「ながとりめん」を販売している。
2016年2月、チームNGTの活動を題材とした小説「ながとりめん物語」（海波かなた著）が発行される。
2016年5月23日、熊本地震の被災地である熊本県上益城郡益城町において、炊き出し支援として「ながとりめん」を調理し現地で提供。
2016年9月、帝国書院発行「日本各地の味を楽しむ　食の地図」に山口県の名物料理のひとつとして「ながとりめん」が掲載される。

### 日露首脳会談を記念したメニューの開発
2016年12月にロシアのプーチン大統領と安倍晋三首相が長門市の大谷山荘において日露首脳会談を行った際には、歓迎ムードを高めようと長門産食材を使ったロシア料理のレシピを考案した。
長門市中央公民館の市民向け学習会において、「ぴよシキ（長州どりのピロシキ）」、「長州ながと和牛のビーフストロガノフ」、「仙崎かまぼこと長州どりのオリヴィエサラダ」、「長門産いちごのブリヌィ（ロシアのクレープ）」、「ゆずきちコーヒー」の5品を提供。その様子が多数のメディアに取り上げられる。
2017年からは「JAL向津具ダブルマラソン」において、出場選手に「長州どりのカレー」を提供している。
2017年からは「JAL向津具ダブルマラソン」において、出場選手に「長州どりのカレー」を提供している。
2018年3月21日に行われたイベント「仙崎のまち　イタリア化計画」のために、「ミートソースやきそば」を開発。
2018年5月　道の駅センザキッチンのダイニング棟にて、「ながチキ」の販売開始。

### ラグビーワールドカップを歓迎するためのカナダメニューの制作
2019年2月、ワールドカップラグビー日本大会において、カナダ代表チームが長門市でキャンプを行うこととなったため、長門産食材を使ったカナダ料理のレシピを考案。
2019年3月9日、長門市中央公民館主催のこども体験教室において、カナダ料理4品の試食会を行う。
2019年7月20日・21日にモスクワで行われた「J-FEST」において、長門市内の飲食業者が「ながチキ」を販売。
2019年9月24日、NHK　Eテレ「きょうの料理」で、かまぼこ料理の調理担当としてチームメンバーが出演。

### コロナ禍における活動
新型コロナウイルス感染症の拡大により、イベントへの出店の機会は減っているものの、メニュー開発やメディアへの掲載など積極的な活動を続けている。2022年4月1日には、結成10周年を迎えた。

2020年3月26日　長門湯本温泉の飲食店「さくら食堂」で「ながとりめん」と「ながチキ」がメニュー化。ながとりめんとしては４店舗目。ながチキは2店舗目となる。
2020年11月9日　WEBサイト「Discover Japan」の山口県の”うまい”堪能する旅、第2回「焼きとり」で「ながとりめん」が紹介される（※1）。
2021年3月2日　ＹＡＢ「Ｊチャンやまぐち「やまぐち限定グルメ」のコーナーでながとりめんが紹介される。
2021年3月10日　チームＮＧＴが考案した鹿ミンチを活用したレシピ6品を掲載した「俵山の鹿ミンチで作るジビエ料理レシピ集」が発行される。
2021年5月19日　炭火やきとり「田中家」にてナガチキがメニュー化される　メニュー化は３店舗目。
2021年11月26日　山口県の魅力発信サイト「きらリンク」のやまぐち！食れポのコーナーでながとりめんが紹介される（※2）
2022年3月14日　「おいでませ山口へ　イベントガイドブック」のイケメン（麺）図鑑のページにながとりめんが掲載される。
2022年8月31日　九州朝日放送「アサデス。７」の長門市の焼き鳥特集に出演し、トルティーヤで焼き鳥とアボカドを巻いた「トリティーヤ」を調理。

## 主なオリジナルメニュー
- ながとりめん
- 長州どりの旬野菜カレー
- ながチキ
- ぴよシキ
- ミートソースやきそば
- 長州ながと和牛のビーフシチュー
- 長州ながと和牛のビーフカレー

## 出演
テレビ
- Ｊチャンやまぐち（2016年4月13日、山口朝日放送）　ながとりめん特集
- ちょいまちcafe（2016年7月30日、ほっちゃＴＶ）　チームの活動を特集
- Ｊチャンやまぐち（2016年12月7日、山口朝日放送）　ロシア料理の取り組みを特集
- 情報維新やまぐち（2016年12月13日、ＮＨＫ山口放送）
- ひるおび！（2016年12月15日、ＴＢＳ）　日露首脳会談の地元の取り組みとしてロシア料理の活動が紹介
- ひるブラ（2017年3月21日、ＮＨＫ）
- Ｊチャンやまぐち（2017年5月12日、山口朝日放送）　瀬戸内グルメ天国のコーナーにながとりめんが登場
- きょうの料理（2019年9月24日、ＮＨＫ　Ｅテレ）
- Ｊチャンやまぐち（2021年3月2日、山口朝日放送）やまぐち限定グルメのコーナーでながとりめんが紹介される
- アサデス。７（2022年8月31日、九州朝日放送）長門市の焼き鳥特集に出演し、焼き鳥を使った料理をつくる